# Баранники (Владимирская область)
Баранники — деревня в Собинском районе Владимирской области России, входит в состав Колокшанского сельского поселения.

## География
Деревня расположена в 3 км на юго-запад от центра поселения посёлка Колокша, в 18 км на северо-восток от райцентра города Собинка.

## История
В конце XIX — начале XX века деревня входила в состав Воршинской волости Владимирского уезда. В 1859 году в деревне числилось 10 дворов, в 1905 году — 10 дворов, в 1926 году — 10 хозяйств.
С 1929 года деревня входила в состав Колокшанского сельсовета Владимирского района, с 1945 года — в Собинском районе.

## Население
| 1859 | 1905 | 1926 |
| ---- | ---- | ---- |
| 68   | 54   | 56   |

| 1859 | 1905 | 1926 | 2002 | 2010 | 2021 |
| ---- | ---- | ---- | ---- | ---- | ---- |
| 68   | ↘54  | ↗56  | ↘8   | ↘6   | ↗14  |